# モンゴリナラ
モンゴリナラ（Quercus mongolica）は、ブナ科コナラ属の落葉広葉樹。中国東北部、モンゴル、ロシア原産。モウコガシワとも呼ばれる。

## 日本のモンゴリナラ
ユーラシア大陸産と同一とも、ミズナラとカシワの交雑種とも言われるが、はっきりと特定されていない。しかし近年ではマイクロサテライトマーカー等を使用したコナラ属全体の遺伝構造の研究によって、日本の（少なくとも）東海地方に分布する“モンゴリナラ”は大陸産のものではなく、国内に分布するミズナラから分化したものであることが示唆されたため、“モンゴリナラ”と呼ぶのは不適当との見方が強い。それを受け、「フモトミズナラ」という新しい名称が近年提案されて現在に至っている。なお、通常は山地帯にしか分布しないミズナラがなぜ一部の地域では低標高に分布して「フモトミズナラ」林を形成しているかについては十分な検討がなされていないものの、分布地がいずれも荒地などの植物の生育にあまり適していない場所であることから、通常侵入し易い暖地性植物が侵入・生育しない空間に、空きのニッチが生じて、ミズナラの遺存集団が残ったままになっているという可能性が指摘されている。
岩手県、宮城県、福島県、栃木県、山梨県、福井県、岐阜県、愛知県、島根県などに分布する。